# Ratatouille (pel·lícula)
Vegeu Ratatouille pel plat del mateix nom.
Ratatouille (Pronunciació AFI: [ɹæt.ə.ˈtu.i]) és una pel·lícula d'animació estatunidenca de 2007, produïda per Pixar i distribuïda per Walt Disney Pictures i dirigida per Brad Bird. La versió en català s'estrenà el 3 d'agost d'aquell any. Narra la història de Rémy, una rata que viu a París i vol ser xef. El nom de la pel·lícula juga amb el fet que comença per rat (rata, en anglès) i amb el nom d'un plat percebut pels estatunidencs com a típic francès: la ratatouille, que és el nom francès de la samfaina.
Aquesta pel·lícula és un dels èxits més grans de la productora Pixar; va rebre crítiques i aclamacions favorables i va guanyar l'Oscar a la millor pel·lícula d'animació, entre altres honors. El 2016 va ser elegida com una de les 100 millors pel·lícules d'animació en una enquesta duta a terme a crítics internacionals per la BBC.

## Argument

Rémy (rata) i Linguini (rentaplats) els dos personatges principals.

Rémy és una rata que ha nascut amb un desenvolupat sentit de l'olfacte. Quan descobreix un llibre del més gran xef de París, Rémy es meravella amb el món culinari, somia convertir-se en un gran xef francès a pesar de l'oposició de la seva família, del seu pare i del seu germà Émile, sense oblidar el problema evident que suposa ser una rata en una professió que detesta als rosegadors. Després de separar-se de la seva família en un accident, la destinació duu a Rémy als embornals de París, però la seva situació no podria ser millor, ja que es troba just sota un restaurant que s'ha fet famós gràcies a Auguste Gusteau, una estrella de la cuina. Malgrat del perill que representa ser un visitant poc comú en els fogons d'un exquisit restaurant francès, la passió de Rémy per la cuina posa de potes enlaire el món culinari parisenc en una emocionant aventura. Aquí coneix l'inexpert i una mica maldestre rentaplats Linguini, amb qui estableix una profunda amistat, i així junts assoleixen ser els més prestigiosos xefs de França. Quan tot sembla millorar, Rémy es topa amb el seu germà Émile, qui li demana tornar amb la seva família: el rosegador es debat entre la seva vocació i els seus éssers estimats.

## Repartiment
- Patton Oswalt: Remy
- Lou Romano: Alfredo Linguini
- Janeane Garofalo: Colette Tatou
- Ian Holm: Skinner
- Brian Dennehy: Django
- Peter O'Toole: Anton Ego
- Brad Garrett: Auguste Gusteau
- Peter Sohn: Émile, germà gran de Remy
- Will Arnett: Horst
- Julius Callahan: Lalo
- James Remar: Larousse
- John Ratzenberger: Mustafa
- Teddy Newton: Talon Labarthe
- Tony Fucile: Pompidou
- Jake Steinfeld: Git
- Brad Bird: Ambrister Minion

## Premis i nominacions

### Premis
- Oscar a la millor pel·lícula d'animació: Brad Bird i Jan Pinkava[8]
- BAFTA a la millor pel·lícula d'animació: Brad Bird i Jan Pinkava[9]
- Globus d'Or a la millor pel·lícula animada: Brad Bird i Jan Pinkava[10]

### Nominacions
- Oscar al millor guió original: Jan Pinkava, Jim Capobianco i Brad Bird[8]
- Oscar a la millor banda sonora: Michael Giacchino[8]
- Oscar al millor so: Randy Thom, Michael Semanick i Doc Kane[8]
- Oscar a la millor edició de so: Randy Thom i Michael Silvers[8]